# Архимедов винт
Архимедовият винт е водоподемна машина. Поставя се наклонено спрямо хоризонта на около 40°, като долният му край се потапя във водата. Издига вода на 3–4 m.
- Напояване (Египет, 1950 г.)
- Схема на архимедов винт (ръчна помпа)
- Демонстрация на действието
- Помпа за пресушаване на полдери в Холандия